# Loide Kasingo
Loide Lucky Shoopala Kasingo (sinh ngày 17 tháng 2 năm 1954) là một chính khách và là một công đoàn thương mại nổi tiếng người Namibia. Là thành viên của Tổ chức Nhân dân Tây Nam Phi (SWAPO), Kasingo đã là thành viên của Quốc hội Namibia từ năm 1996 và là một thứ trưởng từ năm 1996 đến 2005. Bà là Phó Chủ tịch Quốc hội kể từ năm 2010.

## Cuộc sống và giáo dục ban đầu
Sinh năm 1954 tại Oshikoto, Kasingo học tại trường trung học Ongwediva ở Ongwediva năm 1971. Sau đó bà chuyển sang Đại học Bắc ở Nam Phi, nơi cô tốt nghiệp Cử nhân Luật học năm 1978. Sau khi tham gia nhiều khóa học về Marketing Quản lý ở Nam Phi từ năm 1983 đến năm 1984, Kasingo được gửi đến Turin, Ý để đào tạo tại Tổ chức Lao động Quốc tế (ILO). Năm 1987, bà nhận được bằng tốt nghiệp về phương pháp đào tạo cho các giảng viên công đoàn từ ILO.

## Nghề nghiệp
Kasingo nổi lên như một nhân vật chủ chốt vào cuối những năm 1980 như là một phần của Liên minh Công nhân Namibia, một liên minh thương mại liên kết với SWAPO. Từ năm 1989 đến năm 1985, bà là một người hướng dẫn đọc viết dành cho người lớn cho Chương trình Văn học Namibia và Hội đồng Giáo hội ở Namibia. Sau khi quốc gia này giành độc lập vào năm 1990, Kasingo tiếp tục là một thành viên cấp cao của NUNW trong nhiều chức năng khác nhau.